# Prometej (luna)
Prometéj (grško Προμηθέας: Prometéas) je Saturnov notranji naravni satelit.

## Odkritje
Odkril jo je leta 1980 Collins na posnetkih, ki jih je naredila sonda Voyager 1. Takrat so ji dali začasno oznako S/1980 S 27.
Uradno ime je dobila v letu 1985 po Prometeju . Označujejo jo tudi kot Saturn XVI.
Obstoja pa tudi asteroid z imenom 1809 Prometej.

## Tirnica
Prometej obkroži Saturn na poprečni razdalji 139.400 km v 14 urah in 42 minutah. Izsrednost tirnice je 0,0024, leži pa v ravnini ekvatorja. Deluje kot pastirski satelit na notranji rob obroča F.

## Lastnosti
Prometej je zelo podolgovato nebesno telo. Njene mere so 119 × 87 × 61 km. Ima večje število kraterjev, vendar jih ima manj kot sosednje lune Pandora, Epimetej in Janus. Zaradi njene majhne gostote (0,47 g/cm3g/cm) in visokega albeda (0,6) predvidevajo, da je sestavljena iz zelo poroznega ledu. Njen navidezni sij je 15,5 m.